# Tư vấn quản lý
Tư vấn quản trị hay tư vấn chiến lược (tiếng Anh: management consulting) là hoạt động cung cấp dịch vụ tư vấn cho các tổ chức để cải thiện hiệu suất hoạt động hoặc đạt được các mục tiêu mà tổ chức đó mong muốn. Các tổ chức có thể sử dụng dịch vụ của các chuyên gia tư vấn quản lý vì một số lý do, bao gồm tiếp nhận lời khuyên từ bên ngoài (thường được xem là khách quan hơn) cũng như tiếp cận các kiến thức chuyên môn từ các chuyên gia tư vấn về các mối quan tâm mà tổ chức, công ty cần giám sát thêm.
Do kinh nghiệm tiếp xúc và có mối quan hệ làm việc với nhiều tổ chức, các công ty tư vấn thường sở hữu nhiều thông tin được xem là "các phương pháp thực hành tốt nhất" (tiếng Anh: best practices) trong ngành. Tuy nhiên, tuỳ bản chất cụ thể của từng tình huống mà việc chuyển giao công nghệ cũng như phương pháp như vậy từ tổ chức này sang tổ chức khác có thể bị hạn chế. Tư vấn quản lý là một dịch vụ bổ sung cho các chức năng quản lý nội bộ và vì nhiều lý do pháp lý và thực tiễn, có thể không được xem là sự thay thế hợp lý cho việc quản lý nội bộ. Khác với quản lý tạm thời, các nhà tư vấn quản lý không trở thành một phần của tổ chức mà họ đang cung cấp dịch vụ.
Các đơn vị tư vấn cung cấp các dịch vụ nhằm hỗ trợ quản lý thay đổi cho tổ chức, phát triển kỹ năng huấn luyện (coaching), phân tích quy trình, ứng dụng các công nghệ mới, phát triển chiến lược hoặc cải tiến hoạt động hiện hữu. Các nhà tư vấn quản lý thường đưa ra các phương pháp hoặc khuôn khổ độc quyền của riêng họ nhằm hướng dẫn việc xác định các vấn đề và từ đó làm cơ sở cho các khuyến nghị hiệu quả hơn cho tổ chức mà họ tư vấn.

## Các công ty tư vấn
Hiện ba công ty lớn và có ảnh hưởng nhất trong ngành tư vấn là McKinsey & Company, Boston Consulting Group và Bain & Company; thường được gọi chung là MBB hay Big 3 của ngành tư vấn quản trị.
Nhóm Big 4 của ngành kiểm toán (Deloitte, KPMG, PwC, EY) kể từ năm 2010 cũng bắt đầu cung cấp dịch vụ tư vấn quản trị. Gần đây, Deloitte đã mua lại Monitor Group, PwC sáp nhập với PRTM và Booz & Company, và EY mua lại The Parthenon Group để cải thiện dịch vụ tư vấn quản trị của mình nhằm cạnh tranh với Big 3. Tuy nhiên, doanh số, sự danh giá và uy tín của Big 4 vẫn chưa so sánh được với nhóm Big 3.
Ngoài ra, các công ty nhỏ hơn như Accenture, Strategy& (đã được PwC mua lại), LEK, Oliver Wyman, EY-Parthenon (đã được EY mua lại), AT Kearney, và Roland Berger cũng cung cấp các dịch vụ tư vấn quản lý nhắm đến các công ty và tổ chức quy mô nhỏ hơn nhóm khách hàng truyền thống của Big 3.

## Tư vấn phi lợi nhuận
Một số công ty tư vấn vì lợi nhuận, bao gồm McKinsey và BCG, cũng cung cấp dịch vụ tư vấn miễn phí hoặc giảm giá cho các tổ chức phi lợi nhuận như một hình thức trách nhiệm xã hội của doanh nghiệp. Một số công ty tư vấn phi lợi nhuận khác đã tách ra khỏi các tổ chức mẹ, ví dụ như Bridgespan đã tách ra khỏi Bain & Company.